# Johan Walem
Johan Walem (1 de febrer de 1972) és un exfutbolista belga.

## Selecció de Bèlgica
Va formar part de l'equip belga a la Copa del Món de 2002.